# Linus Asong
Linus Asong de son nom complet Linus Tongwo Asong, né en 1947 à Lewoh (Cameroun britannique) et mort le 16 juillet 2012 à Baingo est un romancier camerounais, il s'est fait connaître comme intellectuel, romancier, peintre, critique littéraire, éditeur et humoriste. Il venait de prendre sa retraite de l'Université de Bamenda en juin 2012 et était sur le point de prendre un poste de doyen à l'Université catholique du Cameroun à Bamenda. Il a également travaillé avec son neveu, Januarius Jingwa Asongu, pour faire décoller l'université Saint Monica, un projet que sa fille, Laura Asong, a contribué à concrétiser. Il était marié à Teresa Ajab Asong et avait trois enfants : Laura, Stephen et Edward. 

## Éducation
Après l'enseignement primaire, il a été admis au St. Joseph's College à Sasse, Buéa, où il a obtenu le General Certificate of Education (GCE) Ordinary Level avant de poursuivre au Cameroon College of Arts, Science and Technology (CCAST) Bambili, où il a obtenu le GCE Advanced Level. Après le lycée, il a été admis à l'Université de Cape Coast, au Ghana, où il a obtenu un diplôme en éducation, avec une spécialisation dans l'enseignement de l'anglais. À son retour au Cameroun, il a enseigné dans les régions francophones du pays pendant quelques années avant d'obtenir une bourse pour étudier les arts créatifs au Canada à la suite d'une exposition de ses peintures à Yaoundé. Au Canada, il étudie à l'Université de Windsor, où il obtient un Master of Fine Arts (MFA) en création littéraire. Il s'inscrit ensuite à l'Université de l'Alberta, où il obtient une maîtrise et un doctorat en littérature comparée. Il retourne au Cameroun en 1984 et commence à enseigner la littérature anglaise à l'E.N.S Annexe, Bambili, une branche de l'Université de Yaoundé I, qui fera plus tard partie de l'Université de Bamenda.

## Œuvres
L.T. Asong a écrit plusieurs livres, principalement des romans, notamment :
- The Akroma File
- Chopchair
- The Crabs of Bangui
- The Crown of Thorns
- Detective Fiction and The African Scene
- Doctor Frederick Ngenito
- Laughing Store
- A Legend of the Dead
- Ndeh Ntumazah
- No Way to Die
- Osagyefo, the Great Betrayal
- Psychological Constructs and the Craft of African Fiction of Yesteryears
- Salvation Colony
- A Stranger in his Homeland